# 埃玛公主 (瓦尔德克-皮尔蒙特)
瓦尔德克和皮尔蒙特的阿德海德·埃玛·威廉明娜·特蕾莎（荷蘭語：Emma van Waldeck-Pyrmont，1858年8月2日—1934年3月20日），荷兰国王威廉三世的第二任王后。荷兰王室非常受欢迎的成员之一，於丈夫駕崩後成為摄政（Regentes，1890 - 1898）和王太后（Koningin-moeder，1890 - 1934）。

## 生平
她出生于德国小親王国瓦尔德克和皮尔蒙特首府巴特阿罗尔森。她的父母是瓦尔德克和皮尔蒙特亲王格奥尔格·维克多和拿騷的海倫。她的弟弟腓特烈是末代瓦尔德克和皮尔蒙特亲王，妹妹海伦娜是维多利亚女王之子奥尔巴尼公爵利奥波德亲王的妻子。她的外祖父是拿骚公爵威廉。1879年1月17日嫁予威廉三世国王，爱玛与威廉唯一的孩子是未来的威廉明娜女王。
威廉駕崩後，由於他無男嗣存活，而盧森堡又不許女性繼位，大公之位傳予威廉的遠親阿道夫，而阿道夫剛好是愛瑪的舅父；荷蘭王位則由艾瑪擔任攝政，在任時勤政而恪守憲法，至威廉明娜的18歲生日傳位予其。她1934年死于支气管炎并发症，享年75岁，被葬在代尔夫特。